# توماس مولينكس
توماس مولينكس (بالإنجليزية: Thomas Howard Molyneux)‏ ولد أواخر القرن الثامن عشر في إنجلترا، كان ضابطاً في البحرية الملكية البريطانية، صيف عام 1847 زار منطقة الشرق الأوسط لإستكشاف اسرار الأردن والبحر الميت وقد إرتكب ذات الخطأ الذي إرتكبة المستكشف كرستوفر كوستغان باختيار التوقيت الخاطئ لرحلتة الإستكشافية في شهر أغسطس بفترة تكون فيها منطقة البحر الميت بذروة الحرارة وتكون مياة البحر في أدنى مستوياتها، قدم مولينكس البحر الميت مع خمسة مرافقين وسلك نفس الطريق التي سلكها كوستجان بيروت فعكا ومن ثم إلى بحيرة طبريا ومنها سلكوا بالقارب لمياة نهر الأردن الضحلة بإتجاة البحر الميت وأمضوا في البحر الميت يومين، واجهوا خلال رحلتهم عدة صعوبات من بينها الاشتباك مع عدد من البدو من سكان المنطقة، أصاب مولينكس التعب والإنهاك وأُصيب بالملاريا خلال الرحلة وما لبث أن توفي في طريق العودة من عكا إلى بيروت.